# Hausen am Tann
Hausen am Tann ist eine kleine Gemeinde im Zollernalbkreis in Baden-Württemberg (Deutschland).

## Geographie

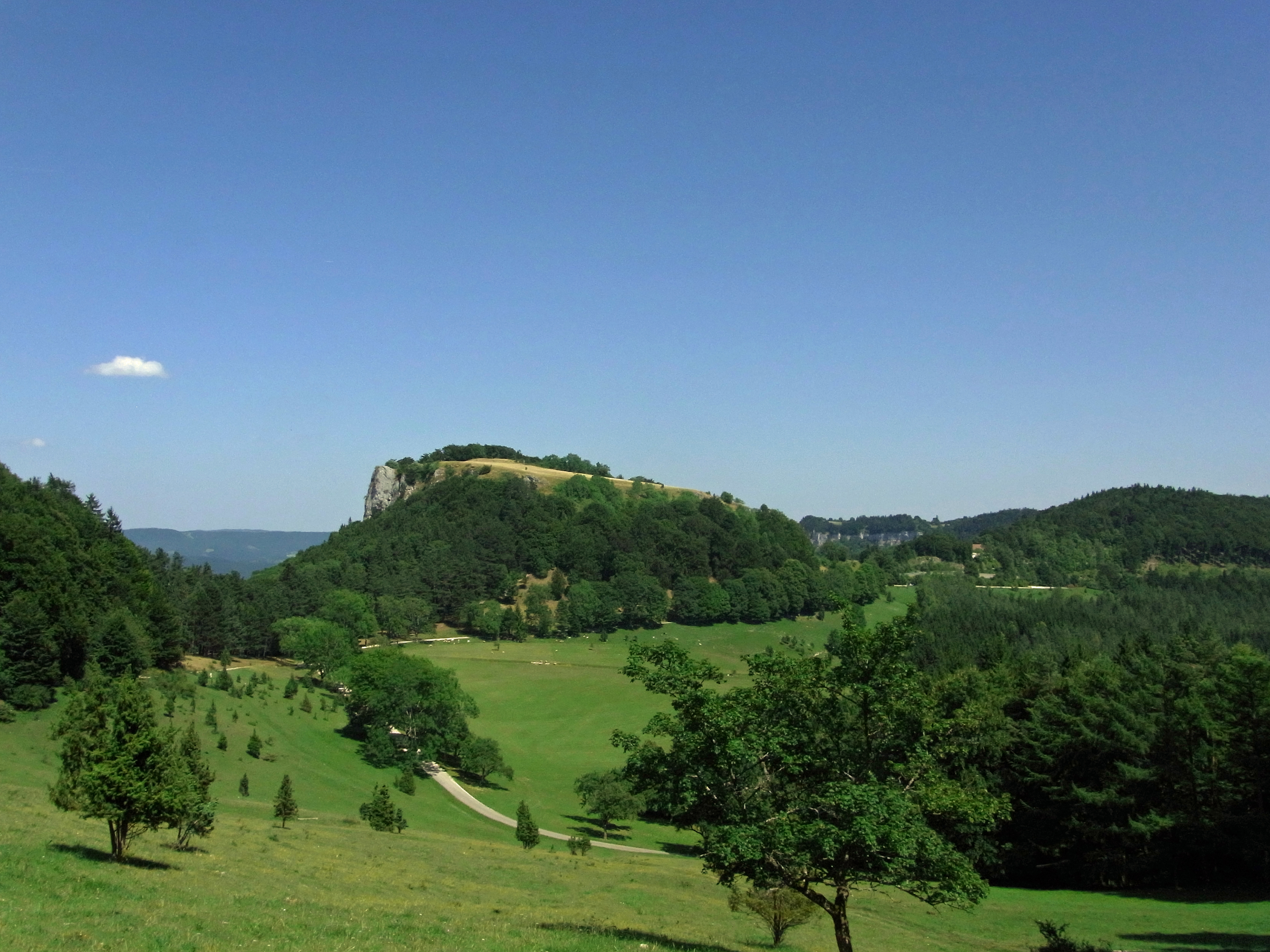
Naturschutzgebiet Schafberg-Lochenstein

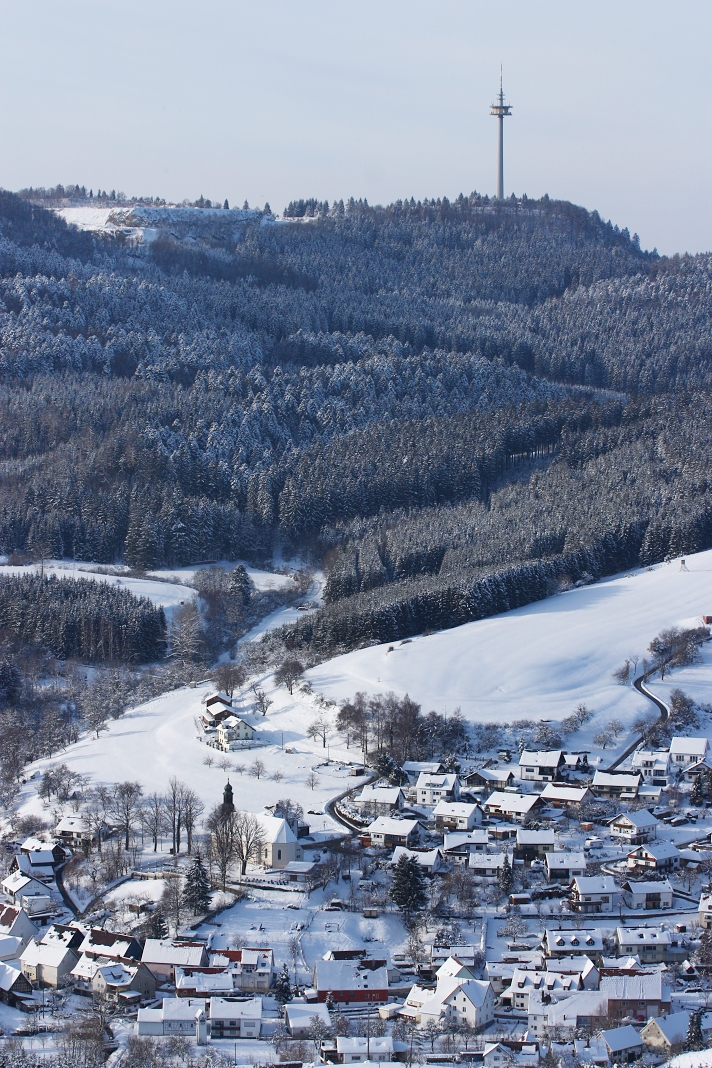
Hausen am Tann mit dem Funkturm auf dem Plettenberg im Hintergrund (Ansicht vom Rappenstein)

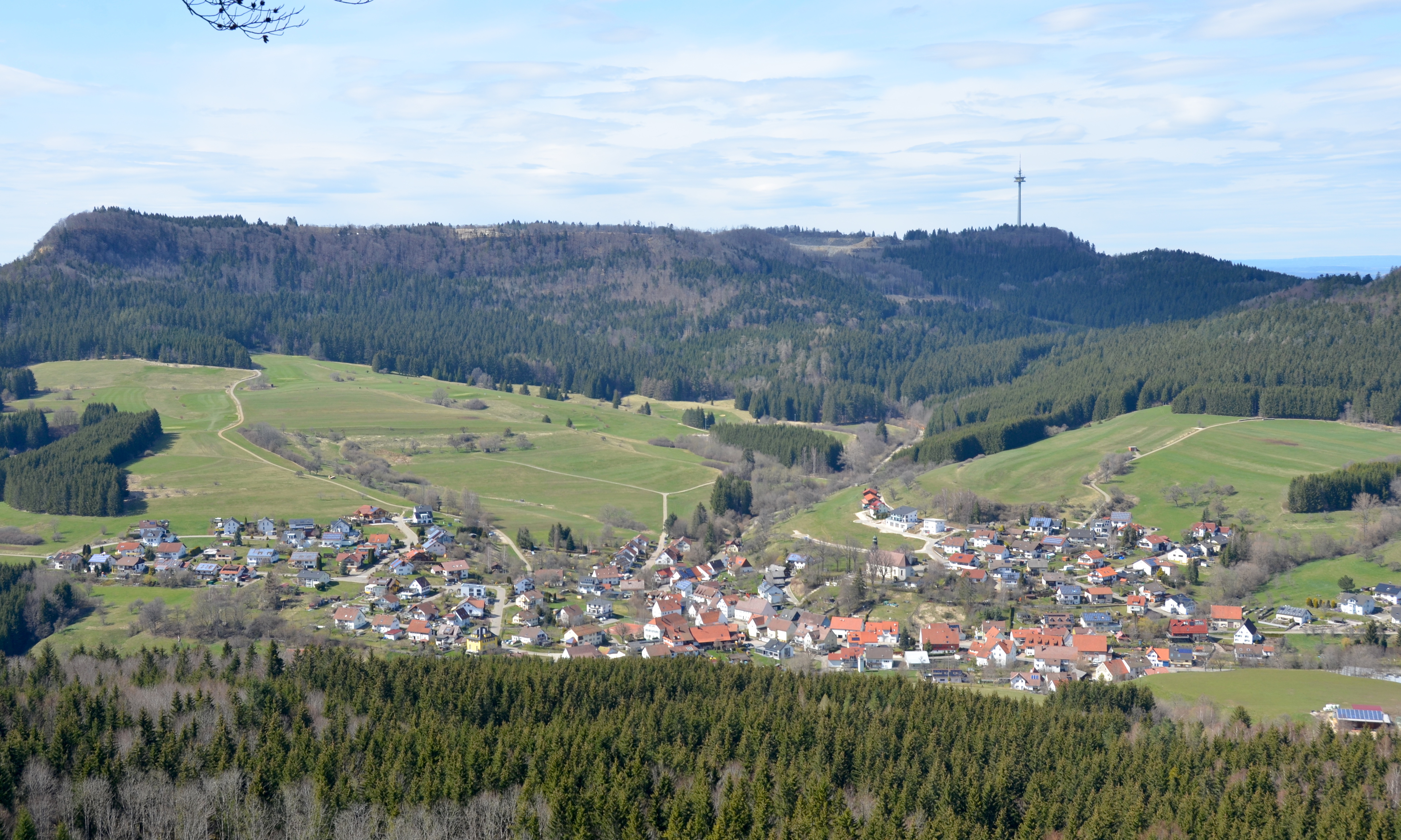
Hausen am Tann vor dem Plettenberg

### Geographische Lage
Hausen am Tann liegt im westlichen Vorland der Schwäbischen Alb und wird von der Schlichem durchquert. Es ist umgeben von den um die tausend Meter hohen Bergen Lochen, Rappenstein, Schafberg, Plettenberg und Wenzelstein.

### Nachbarorte
Die Nachbarorte im Uhrzeigersinn (von Norden beginnend):
- Roßwangen (Stadtteil von Balingen)
- Weilstetten (Stadtteil von Balingen)
- Tieringen (Stadtteil von Meßstetten)
- Obernheim
- Deilingen
- Ratshausen
- Dotternhausen

### Gemeindegliederung
Zur Gemeinde Hausen am Tann gehören das Dorf Hausen am Tann und das Gehöft Oberhausen.
Im Gemeindegebiet liegen die Wüstungen Lochenhof, Waldhöfe, Waltershausen, Weiherhausen, Winzeln, Seitenhäuser Häusel und Unnotwirtshaus.
Auf der Gemarkung befinden sich die Burgstellen Burzel und Wenzelstein.

### Schutzgebiete
Im Norden der Gemeinde liegt das Naturschutzgebiet Schafberg-Lochenstein. Große Teile der Gemarkung gehören zum Landschaftsschutzgebiet Großer Heuberg. Auf dem Gemeindegebiet befinden sich weiter einige Teilgebiete des FFH-Gebiets Östlicher Großer Heuberg. Zudem gehört nahezu die gesamte Gemarkung, abgesehen vom besiedelten Bereich, zum Vogelschutzgebiet Südwestalb und Oberes Donautal.
Hausen am Tann gehört zum Naturpark Obere Donau.

## Geschichte

### Vorgeschichte
Auf dem Lochen lässt sich eine Besiedlung seit der Jungsteinzeit nachweisen. Gerhard Bersu erkannte 1923 eine kontinuierliche Abfolge von der Bronze- in die Eisenzeit, eine bis heute in der Region einmalig dokumentierte Stratigraphie. Dieser Übergang von der Bronze- zur Eisenzeit im 9. bis 8. Jahrhundert v. Chr. steht im Mittelpunkt aktueller Forschungen.
2024 gruben Martin Bartelheim und Marc Heise auf dem Lochen. Neben Keramik, Spinnwirbel und Fragmenten von Glasperlen fanden sie zahlreiche Fibeln. In drei Ausgrabungskampagnen soll bis 2025 an verschiedenen Stellen des Plateaus das archäologische Potential des Platzes in Hausen am Tann überprüft werden und eine für Südwestdeutschland gültige chronologische Entwicklung herausgearbeitet werden. Das wird zum einen durch die Analyse des Fundmaterials (Keramik- und Metallfunde) erreicht, sowie durch naturwissenschaftliche Datierungen an organischen Materialien wie zum Beispiel Knochen. Ermöglicht werden die Untersuchungen durch die Unterstützung der Gemeinde Hausen am Tann, des Regierungspräsidiums Tübingen sowie des Schwäbischen Albvereins.

### Mittelalter
Das Gebiet lag während des Hochmittelalters im Herzogtum Schwaben und war ein Bestandteil des Scherragaus.
Hausen entstand  wohl an der Wende vom 7. zum 8. Jahrhundert beim alten Herrensitz des Hofs Winzeln, deren Edelherren den Leitnamen Landolt führten. Diese Namen finden sich von der Mitte des 11. Jahrhunderts bis zum Ende des 13. Jahrhunderts in den Urkunden. Mitte des 13. Jahrhunderts hatte das Kloster Beuron die Grundherrschaft in Winzeln. Über dem Hof lag die Burg Winzeln. Die niederadlige Ortsherrschaft des 14. Jahrhunderts übten die Herren von Hausen mit dem Beinamen die Ungeschaffenen aus. Ihnen folgten im 15. Jahrhundert die Herren Böcklin.
Im Spätmittelalter hatte die Rottenburger Hauptlinie der Grafen von Hohenberg die Oberhoheit im Ort. Der letzte männliche Vertreter dieser Linie, Graf Rudolf III. von Hohenberg, verkaufte seine Grafschaft 1381 an Herzog Leopold III. von Habsburg, so dass Hausen seither landesherrlich zu Vorderösterreich gehörte.

### Frühe Neuzeit

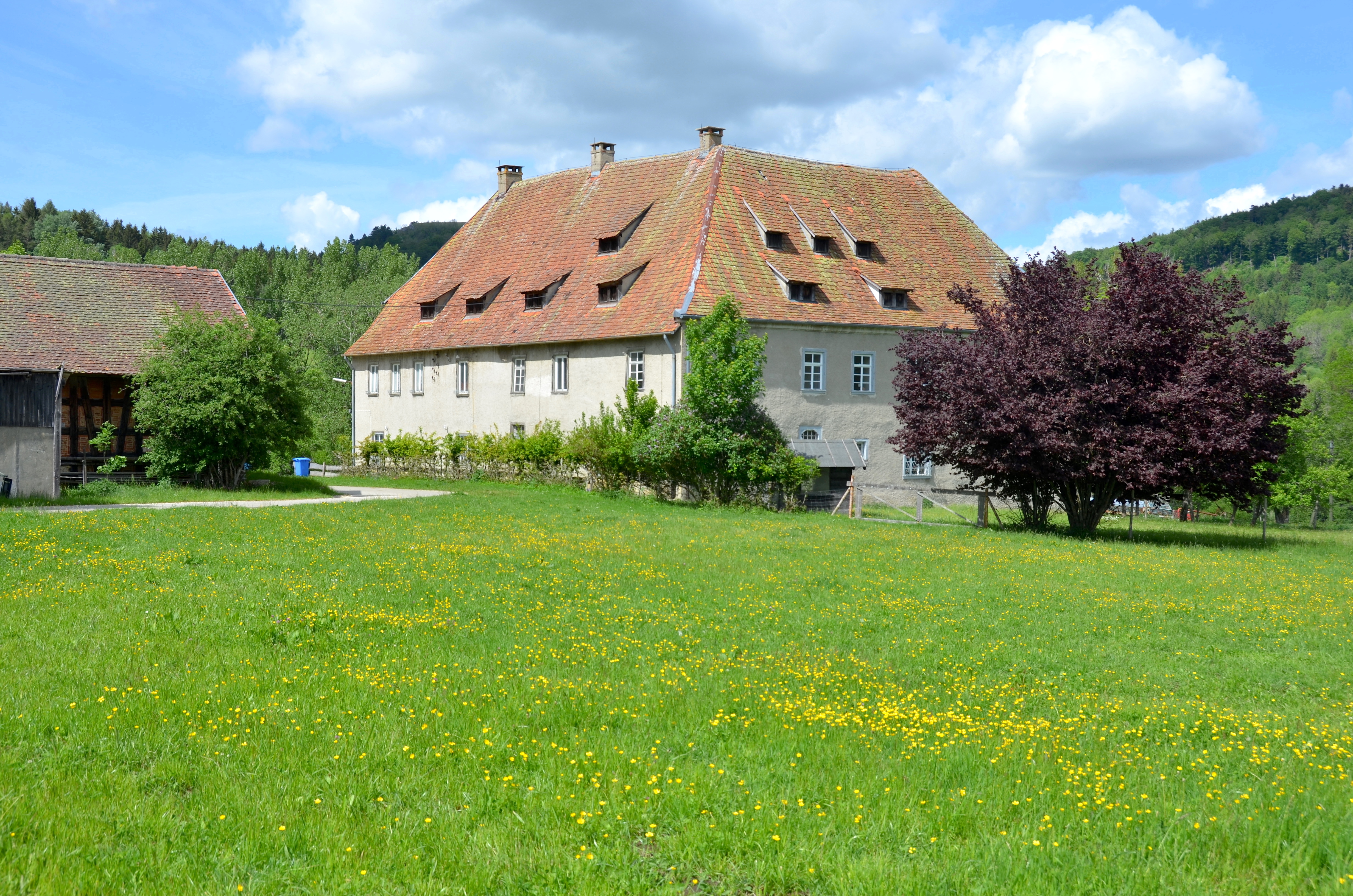
Hofgut Oberhausen (ehem. Schloss)

Ab dem 16. Jahrhundert hatten die Herzöge von Württemberg die Herrschaft in Winzeln übernommen, womit die heutige Gemarkung der Gemeinde zwischen Württemberg und Vorderösterreich aufgeteilt war. Im Jahre 1533 belehnten die Habsburger Peter Scheer von Schwarzenberg mit der Herrschaft am Ort. Dieser ließ das Schloss Oberhausen errichten und mit ihm ging die Bildung des Rittergutes Oberhausen einher, das dem Ritterkanton Neckar und Schwarzwald angehörte. Bis heute finden sich noch die Gebäude des alten Gutshofes mit dem einstigen Lustgarten östlich zur Talseite am ehemaligen Schloss. Das Gehöft liegt etwa 1,4 km außerhalb des Dorfes in nördlicher Richtung. Das Rittergut besaßen ab 1657 Rittmeister Johann Werner Freiherr von Stuben und seine Nachkommen, seit 1744 die Herren von Bach und seit 1817 der Verleger Johann Friedrich Cotta und seine Nachkommen.

### Sagen

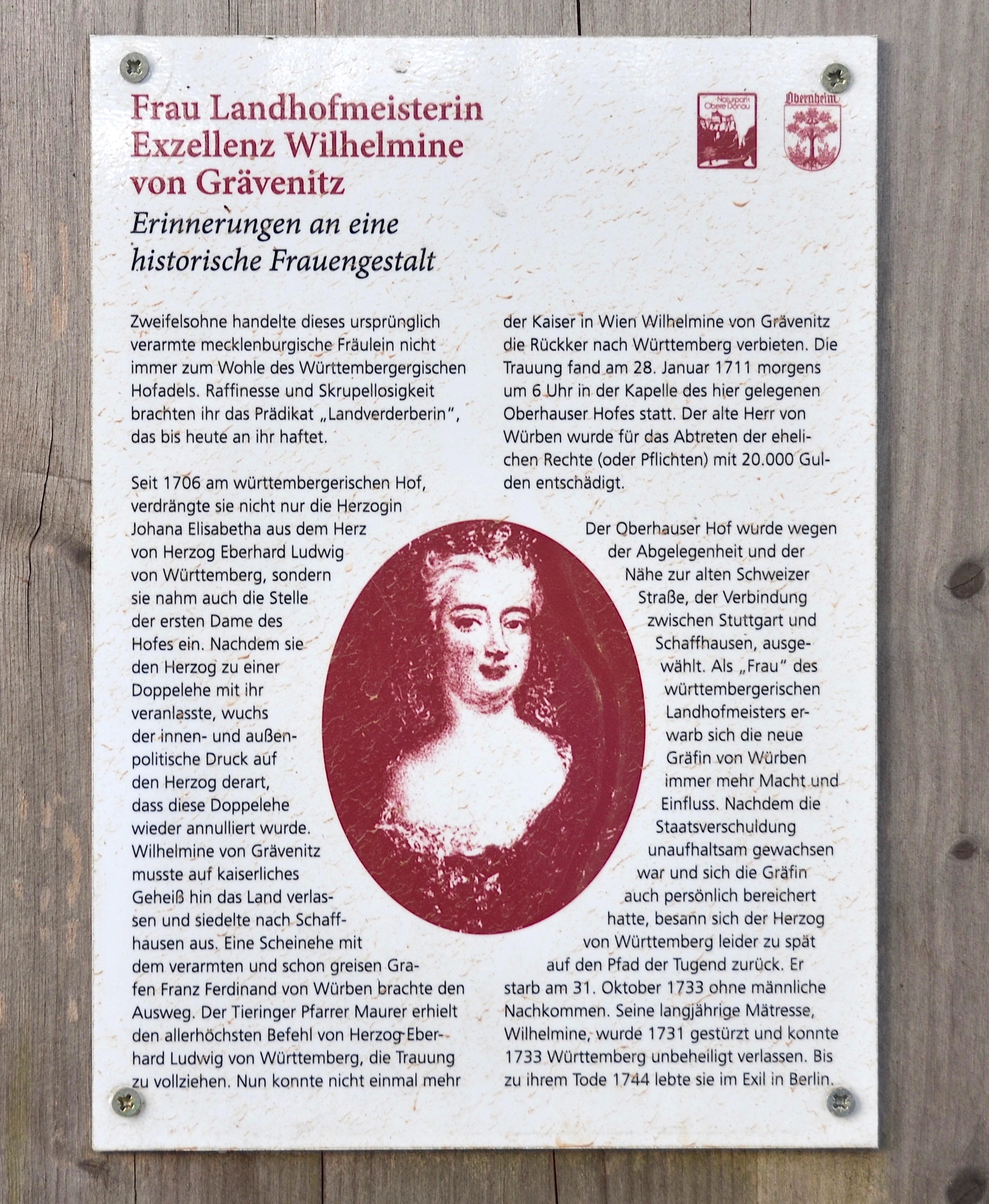
Erinnerung an Wilhelmine von Grävenitz

Eine Sage berichtet: Nach der Scheinehe der Wilhelmine von Grävenitz im abgelegenen Schloss Oberhausen (heute Gehöft Oberhausen) kehrte sie nach Württemberg zurück.
Die Geliebte des Landesvaters wollte auch ihren Einfluss in der Evangelischen Kirche geltend machen. Dies misslang ihr bei dem tief religiösen Superintendenten jedoch. Auf ihre Bitte, man möge sie namentlich ins Gebet in der Evangelischen Kirche in Württemberg aufnehmen, soll sie von Pfarrer Osiander folgende Antwort erhalten habe:
„Das ist schon der Fall in jedem Gottesdienst und zwar mit den Worten der siebten Bitte des Vaterunsers (‚Erlöse uns von dem Übel’)“. Seine Lohnzahlung (damals auch über landwirtschaftliche Eigenbetriebe) wurde sofort eingestellt. Der Tieringer Pfarrer, welcher die Trauung vorgenommen hatte, verstarb. Eine Tafel zur Scheinehe befindet sich am Trauf Richtung Obernheim. Der Aussichtspunkt ermöglicht freie Sicht von Obernheim zum ehemaligen Schloss Oberhausen (48° 11′ 34,53″ N, 8° 50′ 30,95″ O).

### Seit der Zugehörigkeit zu Württemberg
Durch die Mediatisierung der Gebiete des Hauses Habsburg in Vorderösterreich gelangte der gesamte Ort Hausen 1805 an das Kurfürstentum Württemberg, welches 1806 zum Königreich erhoben wurde. Der Ort war kurz dem Oberamt Balingen zugeordnet, jedoch weiterhin dem Patrimonialamt Oberhausen unterstellt. Seit 1810 gehörte Hausen zum Oberamt Spaichingen und seit 1842 für fast ein Jahrhundert zum Oberamt Rottweil. Bei der Kreisreform während der NS-Zeit in Württemberg gelangte Hausen 1938 zum Landkreis Balingen. Im Jahre 1945 wurde Hausen Teil der Französischen Besatzungszone und kam somit zum Nachkriegsland Württemberg-Hohenzollern, welches 1952 im Bundesland Baden-Württemberg aufging. Seit der Kreisreform von 1973 ist Hausen eine Gemeinde des neu gebildeten Zollernalbkreises.

### Religion

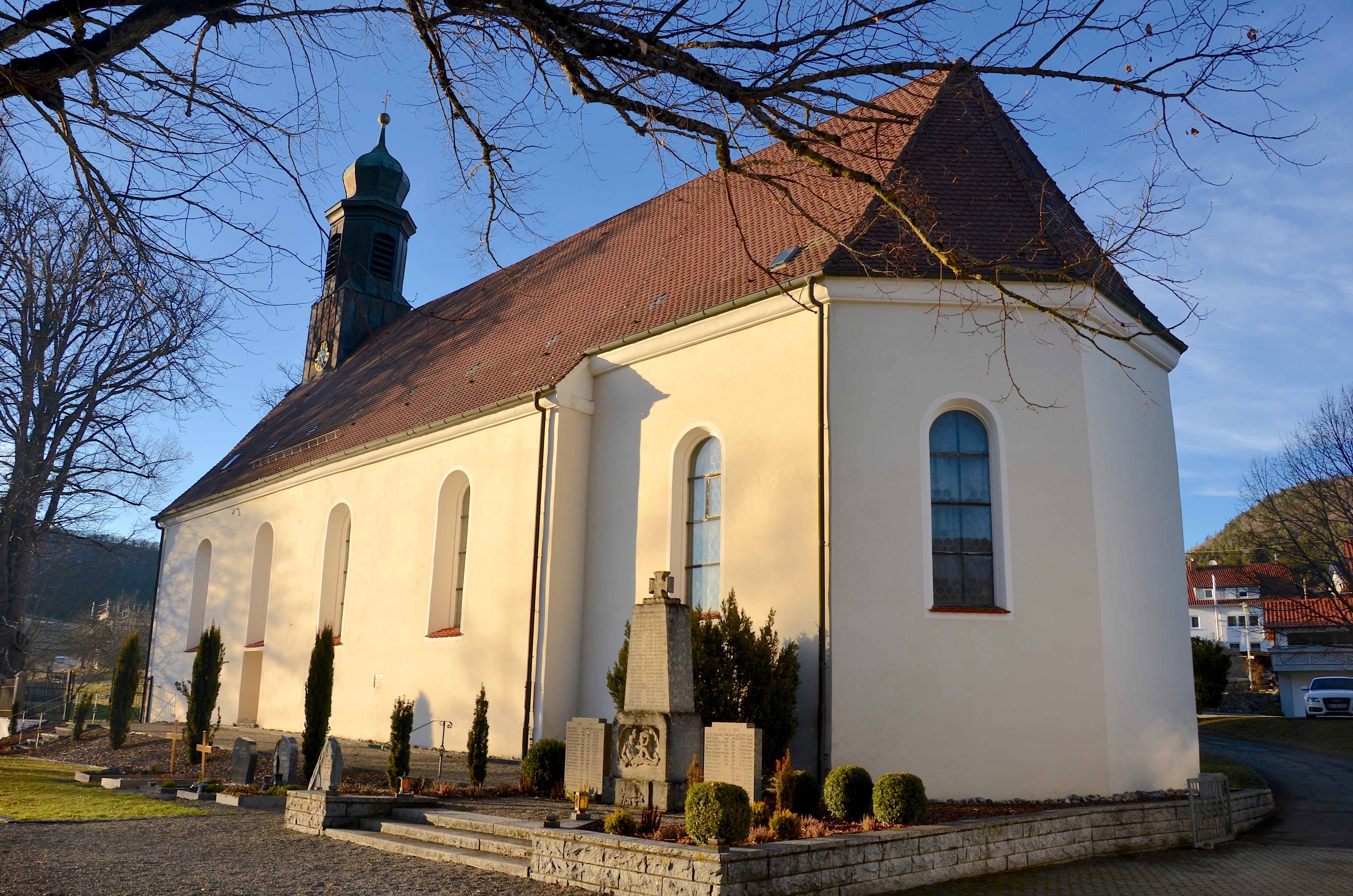
St. Petrus und Paulus in Hausen am Tann

Es gibt in Hausen am Tann eine katholische Kirche und das sogenannte Käpelle. Die römisch-katholische Gemeinde St. Petrus und Paulus gehört zur Seelsorgeeinheit Oberes Schlichemtal im Dekanat Balingen der Diözese Rottenburg-Stuttgart.

## Politik

### Gemeinderat
Der Gemeinderat in Hausen hat acht Mitglieder. Bei der Kommunalwahl am 9. Juni 2024 wurde der Gemeinderat durch Mehrheitswahl gewählt. Mehrheitswahl findet statt, wenn kein oder nur ein Wahlvorschlag (Pro Hausen) eingereicht wurde. Die Bewerber mit den höchsten Stimmenzahlen sind dann gewählt. Der Gemeinderat besteht aus den ehrenamtlichen Gemeinderäten und dem Bürgermeister als Vorsitzendem. Der Bürgermeister ist im Gemeinderat stimmberechtigt. Die Wahlbeteiligung lag bei 67,7 % (2019: 66,1 %).

## Kultur und Sehenswürdigkeiten

### Sport
- Skilifte und Langlaufloipen
- Golfanlage, 9-Loch
- Inklusionspark An der Schlichem[7]

## Verkehr

### Öffentlicher Verkehr
Der Öffentliche Nahverkehr wird durch den Verkehrsverbund Neckar-Alb-Donau (NALDO) gewährleistet. Die Gemeinde befindet sich in der Wabe 334.

### Wanderweg
Der 2014 eröffnete Schlichemwanderweg führt durch Hausen am Tann.

## Söhne und Töchter der Gemeinde
- Max Dreher (* 27. Mai 1886; † 27. November 1967 in Salzburg), Orgelbauer im Land Salzburg
- Johann Baptist Neher (* 17. August 1828; † 13. August 1873 in Flochberg bei Bopfingen), Priester
- Pelagius Sauter (* 10. September 1878; † 23. November 1961 in Goiás, Brasilien), Redemptorist, Ordenspriester und Missionar